# Renaud de Beaujeu
Pour les articles homonymes, voir Beaujeu.
Renaud de Beaujeu ou Renaut de Baugé ou de Bâgé est l'auteur d'un roman arthurien de 6266 octosyllabes à rimes plates composé aux alentours de 1200 appelé Le Bel Inconnu. Une chanson et un lai lui sont également attribués.

## Biographie
Renaud de Beaujeu, ou plus exactement Renaut de Bâgé ou de Baugé, selon l'orthographe ancienne, seigneur de Saint-Trivier et de Cuisery, est né en 1165 et mort en 1230. Il est le troisième fils de Renaud (ou Raynald) III, seigneur de Baugé de 1153 à 1180, mort au cours d'une des guerres qui l'opposait  aux sires de Beaujeu et au comtes du Mâconnais, jaloux de la domination de  la puissante seigneurie de Baugé sur la Bresse. Son frère aîné, Ulrich III, seigneur de Baugé de 1180 à 1220, eut d'un premier mariage un fils, Guy, mort au cours de la cinquième croisade et épousa en secondes noces Alexandrine de Vienne, fille de Géraud de Mâcon.
Renaut est connu des médiévistes en tant qu'auteur du roman en vers Le Bel Inconnu, qu'il signe à la fin du nom de « Renals de Baujieu ». Il a aussi écrit des poèmes courtois dont l'un est cité dans Le Roman de la Rose de Jean Renart (v. 1456-1469). Il y est appelé « Renaut de Baujieu, / De Rencien le bon chevalier » (v. 1451-1452). Au XIXe siècle Gaston Paris en conclut que cette citation montre au moins qu'il est chevalier et que ce poème était bien connu au début du XIIIe siècle.

## Le Bel Inconnu
Le Bel Inconnu, ou Guinglain fils de messire Gauvain et de la Fée Blanchemal est un poème de la matière de Bretagne appartenant plus particulièrement à la littérature arthurienne.
Le roman est centré sur les aventures de Guinglain de Tintagel. Le jeune homme arrive à la cour du roi Arthur en ne connaissant ni ses origines, ni son nom. Le roi accepte de le faire chevalier, ce qui permettra ensuite au jeune homme de partir à l'aventure. Ses pérégrinations le mèneront à apprendre qu'il est le fils d'une fée et de Gauvain. Selon le texte, Guinglain est, après son père, le meilleur de tous les chevaliers du monde. L'intrigue est marquée par l'hésitation du héros entre l'amour de deux femmes. La première, la fée aux Blanches Mains, qu'il rencontre au château merveilleux de l'île d'Or, dont elle est maîtresse, offre à Guinglain son amour. Or, bien qu'il soit tombé sous son charme, Guinglain est obligé de partir, car il a promis à une demoiselle qu'il irait libérer sa dame, la Blonde Esmerée, d'un maléfice dont elle est prisonnière. Il part sans le consentement de la fée, car il sait qu'elle ne lui permettra pas de partir autrement. En reconnaissance pour les services de Guinglain, la Blonde Esmerée offre à celui-ci la chance de l'épouser. Guinglain accepte à condition que le roi Arthur permette leur union. Cependant, quand les deux s'apprêtent à partir pour la cour du roi Arthur, Guinglain décide de retourner à l'île d'Or en espérant que la fée aux Blanches Mains accepte de lui pardonner son inconduite première. À force de prières, la fée accepte de pardonner à Guinglain et projette à nouveau de l'épouser. Pendant ce temps, la Blonde Esmerée est bien embarrassée que Guinglain ne se soit pas présenté à la cour du roi. Avec l'assentiment d'Arthur, elle suggère d'organiser un tournoi, auquel elle croit bien que Guinglain se présentera. Lorsqu'ils ont vent du tournoi, la fée aux Blanches Mains prévient Guinglain que s'il la quitte pour aller au tournoi, il aura perdu son amour à tout jamais. L'appel de l'aventure est plus fort que celui du coeur, ainsi le chevalier décide de partir participer au tournoi et le remporte. Lorsque son identité est révélée à la fin du tournoi, il épouse la Blonde Esmerée, bien que son cœur appartienne à la fée.
Ce roman, dont le thème court dans toute l’Europe (Allemagne, Angleterre, Italie) est extrêmement moderne dans sa conception. Comme le héros n'épouse pas, à la fin du récit, celle qu'il aime, le narrateur annonce que la fin heureuse que le lecteur attendait ne sera permise que si le narrateur (qui se présente lui-même comme Renaud de Beaujeu) obtient lui-même les faveurs de la dame qu'il aime. Cette fin « ouverte », ou plutôt, susceptible à la réouverture, est non conclusive, et participe par là de ce que Roger Dragonetti a appelé « l’esthétique de l’inachevé ». Le narrateur, par un procédé qui n'est pas sans rappeler l'idée de métalepse au sens entendu par Gérard Genette, mêle par le fait même la temporalité de l'auteur du texte et celle du narrateur, en posant une condition basée dans la réalité à l'achèvement d'événements fictionnels.
Le personnage a connu une fortune romanesque appréciable et reparaît sous diverses formes dans plusieurs autres romans arthuriens, dont les Continuations du Conte du Graal de Chrétien de Troyes. Plusieurs héros des cycles arthuriens apparaissent dans le roman, dont bien entendu Gauvain, le père du Bel Inconnu, l'Orgueilleux de la Lande, Girflet fils de Do, Lancelot, Perceval, Tristan, Keu et bien d'autres.
Il n'en existe qu'un manuscrit, conservé dans les collections de la Bibliothèque du Château de Chantilly, sous la cote 472 et la référence f. 134ra-153bis ra.